# Экологическая экспертиза
Экологическая экспертиза — установление соответствия документов и (или) документации, обосновывающих намечаемую в связи с реализацией объекта экологической экспертизы хозяйственную и иную деятельность, экологическим требованиям, установленным техническими регламентами и законодательством в области охраны окружающей среды, в целях предотвращения негативного воздействия такой деятельности на окружающую среду.

## Виды экологической экспертизы
Согласно Федеральному закону от 23.11.1995 № 174-ФЗ «Об экологической экспертизе» в Российской Федерации осуществляются государственная экологическая экспертиза и общественная экологическая экспертиза.
Государственная экологическая экспертиза организуется и проводится федеральным органом исполнительной власти в области экологической экспертизы (Росприроднадзор) и органами государственной власти субъектов Российской Федерации в порядке, установленном настоящим Федеральным законом, иными нормативными правовыми актами Российской Федерации, законами и иными нормативными правовыми актами субъектов Российской Федерации.
Общественная экологическая экспертиза организуется и проводится по инициативе граждан и общественных организаций (объединений), а также по инициативе органов местного самоуправления общественными организациями (объединениями), основным направлением деятельности которых в соответствии с их уставами является охрана окружающей среды, в том числе организация и проведение экологической экспертизы, и которые зарегистрированы в порядке, установленном законодательством Российской Федерации.

## Принципы экологической экспертизы
Экологическая экспертиза основывается на принципах:
- презумпции потенциальной экологической опасности любой намечаемой хозяйственной и иной деятельности;
- обязательности проведения государственной экологической экспертизы до принятия решений о реализации объекта экологической экспертизы;
- комплексности оценки воздействия на окружающую природную среду хозяйственной и иной деятельности и их последствий;
- обязательности учёта требований экологической безопасности при проведении экологической экспертизы;
- достоверности и полноты информации, представляемой на экологическую экспертизу;
- независимости экспертов экологической экспертизы при осуществлении ими своих полномочий в области экологической экспертизы;
- научной обоснованности, объективности и законности заключений экологической экспертизы;
- гласности, участия общественных организаций (объединений), учёта общественного мнения;
- ответственности участников экологической экспертизы и заинтересованных лиц за организацию, проведение, качество экологической экспертизы.

## Сроки проведения государственной экологической экспертизы
Срок проведения государственной экологической экспертизы не должен превышать два месяца и может быть продлен на один месяц по заявлению заказчика, если иное не предусмотрено федеральным законом.

## Объекты государственной экологической экспертизы федерального и регионального уровня
Объектами государственной экологической экспертизы федерального уровня являются:
1) проекты нормативно-технических и инструктивно-методических документов в области охраны окружающей среды, утверждаемых органами государственной власти Российской Федерации;
2) проекты федеральных целевых программ, предусматривающих строительство и эксплуатацию объектов хозяйственной деятельности, оказывающих воздействие на окружающую среду, в части размещения таких объектов с учетом режима охраны природных объектов;
3) проекты соглашений о разделе продукции;
4) материалы обоснования лицензий на осуществление отдельных видов деятельности, оказывающих негативное воздействие на окружающую среду, в соответствии с законодательством Российской Федерации в области использования атомной энергии;
5) проекты технической документации на новые технику, технологию, использование которых может оказать воздействие на окружающую среду, а также технической документации на новые вещества, которые могут поступать в природную среду;
6) материалы комплексного экологического обследования участков территорий, обосновывающие придание этим территориям правового статуса особо охраняемых природных территорий федерального значения, зоны экологического бедствия или зоны чрезвычайной экологической ситуации;
6.1) материалы, обосновывающие преобразование государственных природных заповедников в национальные парки;
7) объекты государственной экологической экспертизы, указанные в Федеральном законе от 30 ноября 1995 года N 187-ФЗ «О континентальном шельфе Российской Федерации», Федеральном законе от 17 декабря 1998 года N 191-ФЗ «Об исключительной экономической зоне Российской Федерации», Федеральном законе от 31 июля 1998 года N 155-ФЗ «О внутренних морских водах, территориальном море и прилежащей зоне Российской Федерации»;
7.1) проектная документация объектов, строительство, реконструкцию которых предполагается осуществлять на землях особо охраняемых природных территорий федерального значения, на Байкальской природной территории, а также проектная документация особо опасных, технически сложных и уникальных объектов, объектов обороны и безопасности, строительство, реконструкцию которых предполагается осуществлять на землях особо охраняемых природных территорий регионального и местного значения, в случаях, если строительство, реконструкция таких объектов на землях особо охраняемых природных территорий допускаются законодательством Российской Федерации и законодательством субъектов Российской Федерации;
7.2) проектная документация объектов, используемых для размещения и (или) обезвреживания отходов I—V классов опасности, в том числе проектная документация на строительство, реконструкцию объектов, используемых для обезвреживания и (или) размещения отходов I—V классов опасности, а также проекты вывода из эксплуатации указанных объектов, проекты рекультивации земель, нарушенных при размещении отходов I—V классов опасности, и земель, используемых, но не предназначенных для размещения отходов I—V классов опасности;
7.3) проектная документация искусственных земельных участков, создание которых предполагается осуществлять на водных объектах, находящихся в собственности Российской Федерации;
7.4) проект ликвидации горных выработок с использованием отходов производства черных металлов IV и V классов опасности;
В соответствии с Федеральным законом от 21.07.2014 N 219-ФЗ с 1 января 2018 года статья 11 будет дополнена подпунктами 7.5 и 7.6 следующего содержания:
«7.5) проектная документация объектов капитального строительства, относящихся в соответствии с законодательством в области охраны окружающей среды к объектам I категории, за исключением случаев, если такая проектная документация входит в состав материалов обоснования лицензий в соответствии с подпунктом 4 настоящей статьи;
7.6) материалы обоснования комплексного экологического разрешения, разрабатываемые в соответствии с законодательством в области охраны окружающей среды, в случае, если указанные материалы не содержат информацию о наличии положительного заключения государственной экологической экспертизы, проведенной в отношении объектов, указанных в подпункте 7.5 настоящей статьи;».
8) объект государственной экологической экспертизы, указанный в настоящей статье и ранее получивший положительное заключение государственной экологической экспертизы, в случае:
доработки такого объекта по замечаниям проведенной ранее государственной экологической экспертизы;
реализации такого объекта с отступлениями от документации, получившей положительное заключение государственной экологической экспертизы, и (или) в случае внесения изменений в указанную документацию;
истечения срока действия положительного заключения государственной экологической экспертизы;
внесения изменений в документацию, получившую положительное заключение государственной экологической экспертизы.
Объектами государственной экологической экспертизы регионального уровня являются:
1) проекты нормативно-технических и инструктивно-методических документов в области охраны окружающей среды, утверждаемых органами государственной власти субъектов Российской Федерации;
2) проекты целевых программ субъектов Российской Федерации, предусматривающих строительство и эксплуатацию объектов хозяйственной деятельности, оказывающих воздействие на окружающую среду, в части размещения таких объектов с учетом режима охраны природных объектов;
3) материалы комплексного экологического обследования участков территорий, обосновывающие придание этим территориям правового статуса особо охраняемых природных территорий регионального значения;
4.1) проектная документация объектов, строительство, реконструкцию которых предполагается осуществлять на землях особо охраняемых природных территорий регионального и местного значения, за исключением проектной документации объектов, указанных в подпункте 7.1 статьи 11 настоящего Федерального закона, в соответствии с законодательством Российской Федерации и законодательством субъектов Российской Федерации;
5) объект государственной экологической экспертизы регионального уровня, указанный в настоящей статье и ранее получивший положительное заключение государственной экологической экспертизы, в случае:
доработки такого объекта по замечаниям проведенной ранее государственной экологической экспертизы;
реализации такого объекта с отступлениями от документации, получившей положительное заключение государственной экологической экспертизы, и (или) в случае внесения изменений в указанную документацию;
истечения срока действия положительного заключения государственной экологической экспертизы;
внесения изменений в документацию, на которую имеется положительное заключение государственной экологической экспертизы.

## История формирования экологической экспертизы
В явном виде экологическое проектирование было представлено в проектах рекультивации земель. В 70-е годы XX в. появились первые обобщающие работы по рекультивации ландшафтов в СССР. В этот же период вышли правительственные и государственные документы, регламентирующие проектирование и осуществление рекультивации.
В СССР первым юридически оформленным шагом к экологической экспертизе стало Постановление ЦК КПСС и Совета Министров СССР от 1 декабря 1978 г., в котором было рекомендовано внедрение в практику народно — хозяйственного планирования территориальных комплексных схем охраны природы (ТерКСОП). ТерКСОПы в условиях жесткой плановой системы и монополии министерств не стали эффективным инструментом экологического проектирования и экспертизы.
Постановление ЦК КПСС и Совета министров СССР от 7 января 1988 г. создало условия для формирования нового подхода к природопользованию:
- была реформирована система природоохранных органов. Указанным постановлением был создан надведомственный орган Госкомприроды СССР (впоследствии — Министерство природопользования и охраны окружающей среды СССР),
- было признано целесообразным создать в Москве в системе Госкомприроды СССР Всесоюзный научно-исследовательский центр по проблемам охраны окружающей среды и рационального использования природных ресурсов
- в соответствии с постановлением была создана система экологической экспертизы.

Важным этапом в формировании экологического законодательства явилось принятие 12 декабря 1993 г. Конституции РФ, которая определила равноправие различных форм собственности (государственной, муниципальной и частной) на землю и иные природные ресурсы (ст. 9, 36), а также право граждан на благоприятную окружающую среду I,CT 42). В прежней Конституции страны декларировалась только государственная собственность на природные ресурсы. После принятия Конституции РФ практически полностью было пересмотрено законодательство Российской Федерации, в том числе и экологическое. Сформировалось новое экологическое законодательство Российской Федерации. Экспертиза — это исследование специалистом (экспертом) каких-либо вопросов, решение которых требует специальных познаний в области науки, техники или искусства. Экспертные оценки представляют собой количественные и (или) порядковые оценки процессов или явлений, не поддающихся непосредственному измерению, а поэтому основываются на суждениях специалистов. Экологическая экспертиза — это установление соответствия намечаемой хозяйственной и иной деятельности экологическим требованиям и определение допустимости реализации объекта экологической экспертизы в целях предупреждения возможных неблагоприятных воздействий этой деятельности на окружающую природную среду и связанных с ними социальных, экологических и других последствий реализации объекта этой экспертизы. Экологическая экспертиза проводится на строительство новых, реконструкцию действующих заводов, фабрик, шахт, рудников, машин, оборудования, а также материалов, приборов, оказание услуг и т. п., использование которых ведет к загрязнению окружающей среды и разрушению экосистем, нерациональному использованию природных ресурсов, наносит вред здоровью населения, растительному и животному миру.
Требования к качеству и обоснованности проведения экологических экспертиз постоянно повышаются наряду с ускорением научно-технического прогресса, внедрением в производство новейшей техники и технологии. В связи с этим периодически пересматриваются законодательные и нормативные материалы. Федеральный закон «Об экологической экспертизе» от 23 ноября 1995 г. № 174-ФЗ. регулирует отношения в области экологической экспертизы. Он направлен на реализацию конституционного права граждан Российской Федерации на благоприятную окружающую среду посредством предупреждения негативных воздействий хозяйственной и иной деятельности на эту среду и предусматривает реализацию конституционного права субъектов Российской Федерации на совместное ведение вопросов охраны окружающей среды и обеспечение экологической безопасности. Наряду с этим законом действует постановление Правительства Российской Федерации от 11 июня 1996 г. № 698 «Об утверждении Положения о порядке проведения государственной экологической экспертизы».